# 努瓦耶勒莱瑟克兰
努瓦耶勒莱瑟克兰（法語：Noyelles-lès-Seclin，法語發音：[nwajɛl lɛ səklɛ̃]，意为“瑟克兰附近的努瓦耶勒”）是法国上法蘭西大區北部省的一个市镇，位于该省中部偏南，瑟克兰市区西北，属于里尔区和里尔欧洲都会区。

## 地理
努瓦耶勒莱瑟克兰（50°34'36"N, 3°1'1"E）面积2.38 平方千米，位于法国上法蘭西大區北部省，该省份为法国最北部的省份及最长的省份，西北濒北海，西接加来海峡省，南至埃纳省和索姆省，东与比利时接壤。
与努瓦耶勒莱瑟克兰接壤的市镇（或旧市镇、城区）包括：瓦蒂尼、瑟克兰、埃姆兰、欧布尔丹、乌普兰-昂夸讷。
努瓦耶勒莱瑟克兰的时区为UTC+01:00、UTC+02:00（夏令时）。

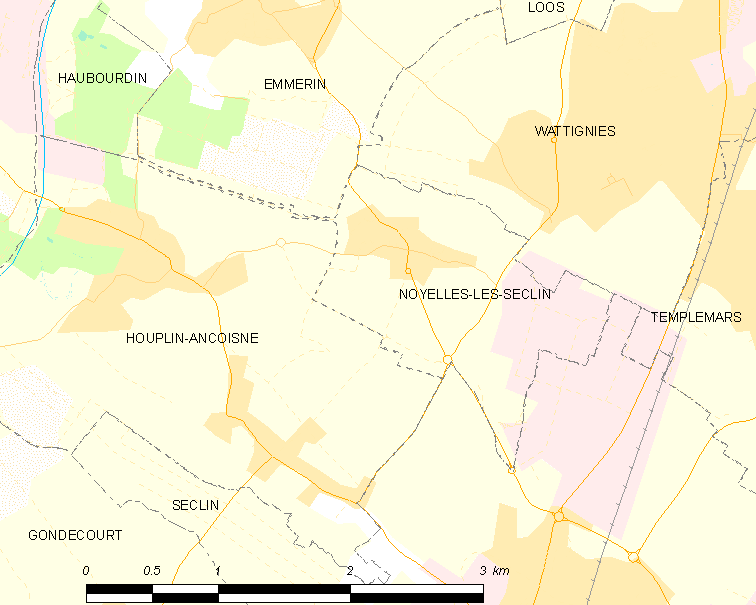
努瓦耶勒莱瑟克兰的OSM定位图

## 行政
努瓦耶勒莱瑟克兰的邮政编码为59139，INSEE市镇编码为59437。

## 政治
努瓦耶勒莱瑟克兰所属的省级选区为法什-蒂梅尼勒县。

## 人口

1962-2008年间努瓦耶勒莱瑟克兰人口变化图示

努瓦耶勒莱瑟克兰于2022年1月1日时的人口数量为839人。